# CD18
La integrina beta-2 o CD18 , dall'inglese: cluster of differentiation, è una proteina che nell'uomo è codificata dal gene ITGB2.
È la subunità beta di quattro diverse strutture:
- LFA-1 o integrina alphaLbeta2 (in coppia con CD11a)
- Macrofago-1 antigene o integrina alphaMbeta2 (in coppia con ITGAM o CD11b)
- Integrina alphaXbeta2 (in coppia con CD11c)
- Integrina alphaDbeta2 (in coppia con CD11d)

Il prodotto proteico del gene ITGB2 è la catena beta dell'integrina beta 2.
Le integrine sono parte integrante della superficie proteica delle cellule, sono composte di una catena alfa e una catena beta.
Una catena può legarsi con partner multipli determinando conseguentemente azioni diverse da parte della stessa integrina. Ad esempio, la beta 2 si combina con la L-catena alfa per formare l'integrina LFA-1, se si combina, invece, con la M-catena alfa forma la Mac-1 integrina.
Le integrine sono note per la loro partecipazione all'adesione delle cellule sulle pareti dei vasi sanguigni, nonché per le loro capacità di segnalazione cellulare mediata dalla superficie delle cellule.
Negli esseri umani la mancanza di CD18 provoca la mancanza di adesione dei leucociti, una malattia che provoca una inefficiente (mancata) migrazione dei leucociti dal sangue nei tessuti, con deficit immunologico conseguente.
Il CD-18 si è visto interagire con:
- ICAM-1,[2][3][4]
- FHL2,[5]
- PSCD1[6][7]
- GNB2L1.[8]